# 온스 자베르
온스 자베르(아랍어: أُنْس جَابِر 운스 자비르[*], 프랑스어: Ons Jabeur 온스 자뵈르[*], 1994년 8월 28일~)는 튀니지의 테니스 선수이다. 2021년 WTA 투어 버밍엄 오픈에서 선수 경력 처음으로 WTA 투어 우승을 차지했다. 2022년 WTA 1000 시리즈 대회인 마드리드 오픈에서 우승하며 아랍 선수로는 최초로 우승하였다. 그해 윔블던과 US 오픈에서 모두 결승에 올라 준우승을 히면서 북아프리카와 아랍 출신 선수로는 최초로 그랜드 슬램 결승에 올랐다. 이 시기에 세계 랭킹 2위까지 오르면서 처음으로 세계 랭킹 10위 안에 들었다. 이후 2023년 윔블던에서 다시 한번 결승에 올라 준우승을 차지하였다.

## 역대 기록
- 그랜드 슬램 결승
  - 단식: 3회 진출 (준우승 3회)